# Monsanto Park
Monsanto Park je dirkališče, ki leži blizu portugalskega mesta Lizbona. Leta 1959 je gostilo dirko Formule 1 za Veliko nagrado Portugalske.

## Zmagovalci
| Leto | Dirkač        | Moštvo        | Poročilo |
| ---- | ------------- | ------------- | -------- |
| 1959 | Stirling Moss | Cooper-Climax | Poročilo |